# Сиви хрчак
Сиви хрчак (лат. Cricetulus migratorius) је врста хрчка, широко распрострањена у централним деловима Палеарктика.

## Распрострањење
Ареал сивог хрчка обухвата већи број држава. Врста је присутна у Русији, Кини, Грчкој, Турској, Монголији, Авганистану, Пакистану, Индији, Ирану, Ираку, Бугарској, Јордану, Румунији, Украјини, Казахстану, Молдавији, Азербејџану, Либану, Сирији, Јерменији, Грузији, Киргистану, Таџикистану, Туркменистану и Узбекистану.

## Станиште
Станишта врсте су шуме, поља риже, травна вегетација, полупустиње и пустиње.

## Угроженост
Ова врста је наведена као последња брига, јер има широко распрострањење и честа је врста.